# Andronik III. Paleolog
Andronik III. Paleolog (grško: Ανδρόνικος Γ' Παλαιολόγος [Andronikos III Paleologos]), cesar Bizantinskega cesarstva (1328-1341), * 25. marec 1297, Konstantinopel, Bizantinsko cesarstvo,  † 15. junij 1341, Konstantinopel, Bizantinsko cesarstvo.
Bil je sin cesarja Mihela IX. in armenske kneginje Ksenje, ki se je preimenovala v Marijo. Stara starša po materini strani sta bila kralj Leon II. Armenski in kraljica Keran. Imel je brata Manuela, ki so ga leta 1320 pomotoma ubili Andronikovi ljudje, in sestri Teodoro in Ano.

## Življenjepis
Na prestol je prišel med državljansko vojno po zmagi nad svojim starim očetom Andronikom II.. Po prihodu na oblast se je ukvarjal predvsem z vojskovanjem in lovom, državo pa je vodil njegov veliki domestik Ivan Kantakuzen. 
S svakom Mihaelom Asenom III. Bolgarskim je sklenil zavezništvo proti Srbom. Zavezništvo se je razdrlo, ko so Srbi leta 1330 v bitki pri Kjustendilu  porazili bolgarsko vojsko še preden se je združila z bizantinsko. Andronik je kasneje poskusil  osvojiti bolgarsko Trakijo, vendar mu to ni uspelo, ker ga je pri Rusokastronu porazil Asenov naslednik Ivan Aleksander. Premirje z Bolgari je sklenil šele potem, ko jim je odstopil veliko ozemlja in svojo hčerko Ireno poročil z bolgarskim princem Mihaelom Asenom. 
V naslednjih letih je postopoma izgubljal oblast tudi v Anatoliji. Osmanski sultan Orhan I. ga je 19. in 11. junija 1329 porazil v bitki pri Pelekanu, leta 1331 zavzel Nikejo in leta 1337 še Nikomedijo. Po teh porazih je v bizantinskih rokah ostala samo še Filadelfija in nekaj pristanišč na anatolski obali Egejskega morja. Andronik je že pred tem leta 1329 osvojil otoka Lesbos in Kios, ki sta bila v posesti Benedetta III. Zaccaria, in leta 1334 Fokeo, ki je bila v posesti Genovežanov, kar pa ni zaustavilo prodiranja Osmanov.
Srbski vladar Stefan Uroš IV. Dušan je medtem širil ozemlje svoje države v bizantinsko Makedonijo in okoli leta 1334 zasedel Ohrid, Prilep, Kastorijo, Strumico in Voden. Osvajanja mu je olajšal solunski guverner Sirgijan Paleolog, ki je prestopil na njegovo stran. Srbi so pod Sirgijanovim vodstvom prodrli do Soluna, kjer so Sirgijana izdali in ubili. Njegova smrt je v srbski vojski povzroćila zmedo in Stefan Dušan in Andronik sta avgust leta 1334 sklenila premirje, s katerim je Andronik dobil nazaj tisti del makedonskega ozemlja, ki ga je osvojil Sirgijan.
Androniku III. je kljub težavam uspel izkoristiti nasledstveno krizo v kneževinah Tesaliji in Epirju in razširiti bizantinsko oblast v Tesalijo (1333) in Epir (1337). 
Andronik III. je reorganiziral bizantinsko vojno mornarico, ki je imela leta 1332 samo deset ladij, in reformiral sodstvo, tako da je ustanovil skupino štirih tako imenovanih generalnih rimskih sodnikov. Za njegovo vladavino bi lahko rekli, da se je končala tik pred tem, ko je stanje v Bizantinskem cesarstvu postalo nevzdržno. Andronik je bil kljub številnim vojaškim porazom proti Bolgarom, Srbom in Osmanom dejaven vladar s sposobno državno upravo, ki je bil bliže ponovni vzpostavitvi bizantinske oblasti na grškem polotoku kot njegovi predhodniki.   
Muslimanski popotnik Ibn Batuta, ki je obiskal Konstantinopel proti koncu leta 1332, v svojih spomnih omenja, da se je srečal z Andronikom. Njegovega srečanja bizantinski viri ne omenjajo. 
Umrl je leta 1341, star 44 let. Nekaj mesecev po njegov smrti je oblast v državi prevzel Ivan Kantakuzen, Andronikov prvi minister, prijatelj in ragent za njegovega mladoletnega sina Ivana V. Paleologa, kar je sprožilo uničujočo sedemletno državljanjsko vojno. 

## Družina
Andronik III. je bil poročen dvakrat. Prvič se je poročil leta 1318 z Ireno (Adelajdo) Braunšvajško, hčerko vojvode Henrika I., ki je umrla leta 1324. Z njo je imel sina, ki je kmalu po rojstvo leta 1321 umrl. Drugič se je poročil leta 1326 z Ano Savojsko, hčerko grofa Amadea V. Savojskega, s katero je imel najmanj štiri otroke: 
- Ivana V. Paleologa, cesarja
- Mihaela Paleologa, despota
- Ireno, ki se je preimenovala v Marijo in se poročila z bolgarskim carjem Mihaelom Asenom
- Marijo, ki se je preimenovala v Ireno in se poročila s Franceskom I. Lesboškim

Nikifor Gregoras trdi, da je imel Andronik tudi nezakonsko hčerko Ireno Paleologino Trapezundsko, poročeno z Bazilijem Tapezundskim, ki je vladal leta 1340-1341.Dictionnaire historique et Généalogique des grandes familles de Grèce, d'Albanie et de Constantinople (1983) (Zgodovinski slovar in rodoslovje velikih grških, albanskih in konstantinopelskih družin), ki ga je napisal Mihail-Dimitrij Sturdza, dodaja še drugo nezakonsko hčer, ki je prestopila v islam in se preimenovala v Bajalun. Bila je ena od več žena Uzbek Kana iz Zlate horde. Ta hčerka ni vključena v starejšo Europäische Stammtafeln: Stammtafeln zur Geschichte der Europäischen Staaten (1978) (Evropska rodoslovja: rodovniki zgodovinskih evropskih držav) Detleva Schwennicka, kar morda kaže na nepotrjeno Sturdzovo lastno teorijo.

## Zapuščina
Bizantinsko cesarstvo je bilo med Andronikovim vladanjem zelo blizu ponovni vzpostavitvi oblasti na Balkanu, ki jo je izgubilo po četrti križarski vojni. Cesarstvo je bilo kljub energičnemu vodstvu prešibko, da bi porazilo svoje nasprotnike v Anatoliji, Bolgariji in Srbiji. Izgubilo je še zadnje ostanke ozemelj v Anatoliji in omogočilo prodor Osmanov v Evropo, na Balkanu pa ni moglo preprečiti nastanka Srbskega cesarstva. Po njegovi smrti je postalo stanje v cesarstvu nevzdržno, kar je povzročilo sedemletno državljanjsko vojno, ki je potrošila še tiste vire, ki so bili na razpolago ob Andronikovi smrti.